# Kőrösi Sándor (díszlettervező)
Kőrösi Sándor (Bihar, 1948. –) formatervező, grafikus, színházi díszlet-, jelmeztervező, keramikus és festőművész.

## Életpályája
Édesanyja Nagyváradról származik. Édesapja szülőhelye Pesterzsébet, ahova 1955-ben költöztek. Kézügyessége, kreativitása saját bevallása szerint kerékgyártó nagyapjától és csizmadia édesapjától származhat. Már gyerekkorától szeretett rajzolni.
Az Ónodi Általános Iskolába, majd a budapesti Török Pál utcai Képző- és Iparművészeti Gimnázium grafika szakára járt. Gacs Gábor grafikát, Somogyi Gábor tűzzománckészítést oktatott neki, de tanult díszítőfestészetet, freskó-, szekkó- és mozaikkészítést is. Ezután gyári formatervezőként, díszítő-festőként dolgozott. 1973–1977 között a leningrádi Színművészeti Főiskola díszlet-, jelmez- és bábtervező szakán diplomázott. Itt megismerkedhetett többek között Vlagyimir Szemjonovics Viszockijjal is. Ezután ottani színházaknál gyakornokoskodott. 1978–1981 között a debreceni Csokonai Színház díszlet- és jelmeztervezője volt. Dolgozott az Állami Bábszínházban, a Magyar Állami Operaházban is.
Egy betegség miatt aztán reklámgrafikákat, vállalati emblémákat tervezett és készített, majd a rendszerváltás után hosszú évekig keramikusként tevékenykedett. Tűzzománc alkotásaival a velencei biennálén is szerepelt. Nyugdíjasként is szenvedélyeinek hódol: a festészetnek, a fotózásnak és a zenének (hegedül és dobol).
Rendszeresen részt vesz  fotókiállításokon - témája főként a természet -, a Pesterzsébeti Múzeum által szervezett Múzeumok Éjszakája rendezvényen és a Tavaszi Tárlaton, amire már diákként is meghívást kapott.
Felesége Kállai Judit, a József Attila Színház nyugalmazott díszlet- és jelmeztervezője.

## Díjai
- 2013. Pesterzsébeti Művészeti Napok - 44. Tavaszi Tárlat közönségdíjasa[3]
- 2011. Pesterzsébeti Művészeti Napok - 42. Tavaszi Tárlat közönségdíjasa[4]

## Színházi munkái
A Színházi adattárban 2016. február 16-ig regisztrált bemutatóinak száma: díszlettervezőként 4, jelmeztervezőként: 1, .
- 1977. Magányos fehér vitorla (jelmez- és díszlettervező; Budapesti Gyermekszínház, rendező: Turián György)
- 1977. Nyomjuk a 'sóder'-t?! (díszlettervező; Vidám Színpad, rendező: Zsudi József)
- 1978. Pomádé király új ruhája (díszlettervező;  debreceni Csokonai Színház, rendező: Kertész Gyula)[6]
- 1979. Rab ember fiai (díszlettervező; Vidám Színpad, rendező: Tömöry Péter)
- 1980. Gellérthegyi álmok (díszlet- és jelmeztervező; debreceni Csokonai Színház, rendező: Halasi Imre)[7]
- 1981. Villámfénynél (díszlet- és jelmeztervező; debreceni Csokonai Színház, rendezte: Orosz György)[8]
- 1986. A bűvös tűzszerszám (díszlettervező; Állami Bábszínház, rendező: Tömöry Péter)

## Kiállításai
Csoportos
- 2014.
- Pesterzsébeti Utcatárlat[9]
- „Pesterzsébet művész szemmel”[10]
- 2012.
- „Szabadság palettája" nemzetközi alustai(wd) alkotótábor kiállítása[11]
- 2004.
- Velencei biennále
- Tavaszi Tárlat - Pesterzsébeti Művészeti Napok

Egyéni
- 2011.
- „Természetrajz” vetített képes előadás[12]